# Апартеид

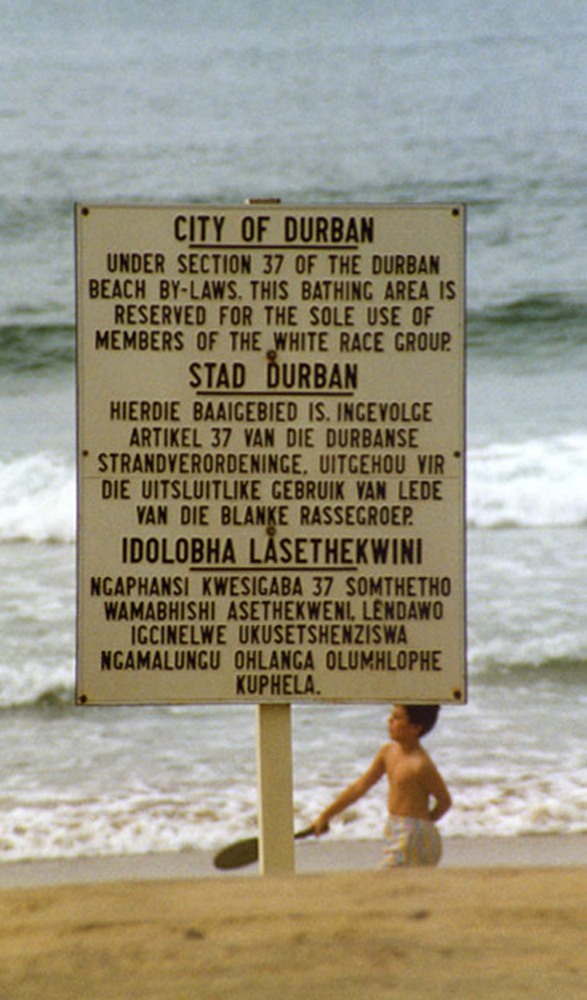
Знак с надписью «Зарезервировано для использования исключительно представителями белой расы» на английском, африкаанс и зулусском языках на пляже в Дурбане, 1989 год

Апартеи́д, апа́ртхейд (африк. apartheid «раздельность», то есть раздельное проживание, работа и т. д.) — официальная политика расовой сегрегации, проводившаяся правившей в Южно-Африканском Союзе и Южно-Африканской Республике Национальной партией с 1948 по 1994 год. Проявление расизма в государственной практике.
Предусматривала неравенство групп населения Южной Африки вплоть до лишения некоторых из них всяких человеческих прав. Включала запреты на проживание в отдельных районах для «небелых» граждан, смешанных браков (и даже сексуальных отношений) между представителями разных групп, а также ограничения на работу и передвижение «небелых» граждан. Предусматривалось раздельные образование и здравоохранение. Население делилось на темнокожих, белых, азиатов (главным образом индийцы) и «цветных». Нарушение запретов каралось суровыми репрессиями. Продолжавшееся расширение ограничений приводило к увеличению насилия и угнетения по отношению к дискриминируемым группам.
Апартеид был внедрён с 1948 г. Протесты против этой политики продолжались в ЮАР (и со стороны угнетённых, и со стороны белых) и во многих странах мира всё время его существования. Подавление борьбы против апартеида происходило с помощью усиления репрессий и террора, что привело к большим жертвам среди граждан страны.
Был признан ООН одним из видов преступления против человечности. Борьба с апартеидом была одной из главных задач организации в 1970-х и 1980-х годах. В 1994 году политика апартеида была отменена.
Апартеид привёл к росту расовой нетерпимости, неравенства, насилия. Негативные последствия этого продолжают сказываться на ситуации в ЮАР в течение десятилетий.
Сегрегация по любым признакам может также называться апартеидом по аналогии с исторической сегрегацией в ЮАР.

## Сущность
Апартеид в ЮАР предписывал народам банту проживать в специальных резервациях (бантустанах) на территории, составлявшей около 30 % площади расселения банту на территории ЮАР до прихода европейцев. Выезд из резервации и появление в крупных городах могли производиться лишь по специальному разрешению или при наличии рабочего места (местное население было занято на непрестижных и низкооплачиваемых работах преимущественно в сфере обслуживания). В ходе внедрения системы апартеида чернокожие жители ЮАР были лишены почти всех гражданских прав. Утверждалось, что услуги наподобие образования и здравоохранения были «раздельными, но равными», однако качество тех услуг, которые предоставлялись чернокожим, было обычно намного ниже. На подобные упрёки со стороны европейских «левых» южноафриканское правительство отвечало, что уровень медицинского обслуживания чернокожего населения действительно ниже, при равном и даже более высоком удельном количестве врачей на душу населения среди чёрных. По утверждениям властей, причина этого — более низкий уровень квалификации африканских врачей, а он, в свою очередь, был вызван прежней ошибочной государственной политикой в области образования — более снисходительным отношением к африканским абитуриентам, с целью увеличить число чернокожих студентов. Правительство предполагало, что принимаемые им новые меры полностью устранят неравенство в уровне медицинского обслуживания к началу XXI века, но это не было достигнуто.
Лишение коренного и вообще «небелого» населения политических прав было обычной практикой в европейских колониях, однако после деколонизации Африки стало рассматриваться как часть политики апартеида.
Борьба с апартеидом стала одной из приоритетных задач ООН в 1970-х и 1980-х годах. К борьбе подключились и многие другие международные правозащитные организации. В ЮАР также активно действовало внутреннее диссидентское движение. Падение режима апартеида связывается с активной деятельностью Нельсона Манделы и его сторонников из Африканского национального конгресса (АНК). Позднее Нельсон Мандела был награждён за свою борьбу Нобелевской премией мира. Наряду с вооружённой борьбой АНК и международной изоляцией расистского режима, основными причинами падения режима апартеида стало падение численности белого населения с 21 % в 1940 году до 11 % в 1990 году, а также меры по демонтажу системы апартеида, проводимые в годы правления Фредерика де Клерка (за что он также был награждён Нобелевской премией мира).
Символом апартеида считается тюрьма «Роббен-Айленд» на одноимённом острове близ Кейптауна, где во времена апартеида содержались тысячи политзаключённых. Сейчас тюрьма является одной из основных туристических достопримечательностей ЮАР.

## Создание системы апартеида
Хотя обычно апартеид связывают с преобладанием африканеров в правительстве с 1948 по 1994 год, Британская империя ещё в XIX веке ограничивала права на переселение темнокожих со своих территорий в регионы Капской колонии и Наталя, занятые белыми и цветными. Темнокожим запрещалось не только переселяться в эти земли, но и вообще передвигаться из одного округа в другой без соответствующего пропуска, который они должны были всегда иметь при себе. В Кейптауне и городах Наталя им запрещалось выходить на улицу после заката.
Тем самым иногда утверждается, что политика апартеида была продолжением и расширением той сегрегации, которую практиковали белые правительства в Южной Африке. Среди примеров этой политики можно назвать Земельный акт 1912 года и ограничения на наём темнокожих на работу, появление которых было связано с договорённостями, достигнутыми бурскими республиками (Трансваалем и Оранжевым свободным государством) с Британской империей после англо-бурской войны. С другой стороны, существует мнение, будто вначале идея апартеида подразумевала лишь политическое разделение («большой апартеид»), но не бытовую сегрегацию («мелкий апартеид»). Например, во время Второй мировой войны правительство Объединённой партии Смэтса не слишком строго следило за соблюдением сегрегационистских законов.
В ходе предвыборной кампании перед всеобщими выборами 1948 года Национальная партия (НП) сделала основой своей программы политику апартеида. НП с небольшим отрывом выиграла выборы, нанеся поражение Объединённой партии Смэтса, и сформировала коалиционное правительство вместе с Партией африканеров, которое возглавил протестантский священнослужитель Д. Ф. Малан. Фактически к власти пришла тайная организация крайних африканерских националистов Брудербонд.
Правительство немедленно приступило к внедрению апартеида. Были приняты законы, запрещавшие смешанные браки, введена расовая классификация всех граждан и создана комиссия для рассмотрения трудных случаев. Основой апартеида стал принятый в 1950 году Закон о групповых областях (Group Areas Act), целью которого было географическое разделение расовых групп. Оформление системы апартеида проходило в условиях подъёма антиколониальной борьбы в странах Азии и Африки, что не могло не сказаться на общем характере политики правительства Национальной партии. Апартеид должен был помочь белым сохранить своё господство через ограничение территории проживания темнокожих особыми территориями, хоумлендами, ставшими впоследствии известными как бантустаны. В них под контролем собственных властей, состоявших из представителей местной африканской политической элиты, должна была сосредоточиться основная часть темнокожего населения, а на территориях, зарезервированных за белыми, оставались лишь те, чей труд был необходим для работы промышленных предприятий и обслуживания белых. В 1953 году был принят закон о раздельных услугах (Separate Amenities Act), вводивший раздельные пляжи, общественный транспорт, больницы, школы и университеты. Паспортный режим был ещё более ужесточён: теперь темнокожие должны были всегда иметь при себе удостоверения личности, что сильно затрудняло их миграцию в «белые» районы страны. С введением этого закона темнокожим было запрещено без специального разрешения жить в «белых» городах и даже просто посещать их. Проживание в больших городах разрешалось лишь тем, кто имел там работу, но не членам их семей.
Йоханнес Стрейдом, ставший премьер-министром после Малана, лишил темнокожих тех немногих прав на голосование, которые они имели. Предыдущее правительство в 1951 году приняло Закон о раздельном представительстве избирателей, однако его конституционность была оспорена в суде группой из четырёх избирателей при поддержке Объединённой партии. Верховный суд Капской провинции отказал им, но Апелляционный суд принял их протест и признал закон не имеющим силы, поскольку для изменения конституции требовались голоса двух третей депутатов обеих палат парламента. Тогда правительство приняло Закон о парламентском верховном суде, дав парламенту право отменять судебные решения. Это было признано незаконным и Апелляционным судом, и судом Капской провинции. В 1955 году правительство Стрейдома увеличило число судей в Апелляционном суде с пяти до одиннадцати, назначив на новые места судей, симпатизировавших политике апартеида. В том же году появился Закон о Сенате, увеличивавший число депутатов с 49 до 89, причём в результате перераспределения у НП оказалось 79 мест. Наконец на совместном заседании обеих палат Закон о раздельном представительстве избирателей был принят, в результате чего в Капской провинции был сформирован отдельный список цветных избирателей.
Главными «законами апартеида» были следующие:
- Поправка к Закону о запрете смешанных браков (1949)[англ.]*
- Поправка к Закону о безнравственности (1950)[англ.]. Этот закон сделал уголовным преступлением сексуальные контакты белого и человека другой расы.
- Закон о регистрации населения (1950)[англ.]. Согласно этому закону, каждый гражданин должен был быть зарегистрирован как белый, цветной или банту (правительство Национальной партии исключило из официальных документов употребление слова «туземец», обычно использовавшееся до этого для обозначения представителей коренного населения, и заменило его словом «банту»).
- Акт о групповых областях (1950)[англ.] (27 апреля 1950). По этому закону страна была разделена на несколько областей, каждая из которых была отдана определённой расовой группе. Он стал основанием апартеида, так как именно на его основе строилась система политического и социального разделения.
- Закон о самоуправлении банту (1951)[англ.]. Этот закон создал для темнокожих отдельные «правительственные» структуры.
- Закон о борьбе с незаконным занятием помещений (1951)[англ.]. Этот закон позволял властям сносить трущобы, где жили темнокожие.
- Закон о туземных строительных рабочих, введении налога на туземные услуги (1951)[англ.]. Этот закон обязывал белых нанимателей оплачивать строительство жилья для чернокожих рабочих, признанных законными жителями городов.
- Закон об обеспечении раздельных услуг (1953)[англ.]. Этот закон запрещал людям разных рас пользоваться одними и теми же общественными заведениями (комнатами отдыха и прочим).
- Закон об образовании банту (1953)[англ.]. Этот закон полностью передал государству контроль над школьным образованием среди темнокожих, прекратив существование миссионерских школ.
- Закон о городских областях банту (1954)[англ.]. Этот закон ограничил миграцию темнокожих в города.
- Закон о шахтах и работе (1956)[англ.]. Этот закон делал официальной расовую дискриминацию при приёме на работу.
- Закон об улучшении самоуправления темнокожих (1958)[англ.]. Этот закон ввёл отдельные территориальные правительства в бантустанах — специальных областях, где у темнокожих было право голоса. Предполагалось, что они в конце концов станут независимы, однако на практике ЮАР оказывала на них решающее влияние, даже после предоставления некоторым из них формальной независимости.
- Закон об инвестиционных корпорациях банту (1959)[англ.]. Этот закон создал механизм перевода капитала в бантустаны, что позволило бы создавать там рабочие места.
- Закон о расширении университетского образования (1959)[англ.]. Этот закон ввёл отдельные университеты для темнокожих, цветных и индийцев.
- Закон о физическом планировании и использовании ресурсов (1967)[англ.]. Этот закон позволил правительству остановить строительство промышленных предприятий в «белых» районах и перевести их в приграничные районы бантустанов. Тем самым могла ускориться миграция темнокожих в бантустаны, где им было легче найти работу.
- Закон о гражданстве бантустанов (1970)[англ.]. Этот закон поменял статус обитателей бантустанов: они потеряли гражданство ЮАР. Тем самым предполагалось сделать белых большинством в «белой» части страны.
- Указ о преподавании на африкаансе (1974)[англ.]. Согласно этому закону, вне бантустанов преподавание должно было вестись наполовину на английском, наполовину на африкаансе.

В то время как другие страны (например, США) отменяли дискриминационные законы, в ЮАР, напротив, вводились всё новые акты, регулирующие расовые отношения. Отчасти поддержка апартеида белыми южноафриканцами была связана с демографией: они стремились сохранить власть в стране, численность белого населения в которой в связи с естественной убылью сокращалась, в то время как прирост чернокожих в XX веке был значителен.

## Система апартеида

### Повседневная жизнь
Систематика апартеида была установлена законом: все перечисленные ниже ограничения были закреплены законодательно. К примеру, Закон об обеспечении раздельных услуг прямо разрешал властям предоставлять разным расам услуги разного качества.

Флаг ЮАР (до 1961 г. — ЮАС) с 1928 по 1994 г.

- Чернокожим запрещалось открывать предприятия или вести бизнес в областях, обозначенных как «белая Южная Африка» (по сути, все важные города и экономические зоны), без специального разрешения. Предполагалось, что им следует переезжать в бантустаны и работать там.
- Сегрегация проводилась в транспорте и других общественных местах.
- Темнокожим запрещалось жить, работать или находиться в белых зонах, если только у них не было пропуска (известного на африкаанс как dompas — «пропуск для тупых»)[источник не указан 4703 дня]. Это требование не распространялось только на темнокожих, которые обладали правами, описанными в «Разделе 10» (переехавшие в города до Второй мировой войны). Строго говоря, белым также требовался пропуск в зоны проживания темнокожих.
  - Пропуск мог получить только человек, нашедший себе работу. Супругов и детей он взять с собой не мог, они должны были оставаться в бантустанах. Многие белые семьи нанимали темнокожих в качестве домашних работников, и те жили в доме или в небольших помещениях вне самого дома.
  - Пропуск был действителен только на территории одного магистратного округа (обычно совпадал с небольшим городом).
  - Отсутствие пропуска было поводом для немедленного ареста, предания суду и зачастую депортации в соответствующий бантустан, а также наказанием для нанимателя. Полицейские патрули постоянно охотились за нарушителями закона о пропусках.

В районах, где проживали темнокожие, зачастую не было ни водопровода, ни электричества.
Больницы и служба «скорой помощи» также были сегрегированы: больницы для белых обычно финансировались хорошо и предоставляли услуги высокого качества, в то время как в больницах для темнокожих хронически не хватало средств и работников. Во многих районах для темнокожих больниц не было вовсе.
В 1970-е годы государство тратило на образование одного чернокожего ребёнка десятую долю той суммы, которая приходилась на одного белого. Закон об образовании банту прямо предусматривал, что чернокожим детям нужно преподавать лишь основные навыки, нужные в работе на белых. С 1959 года сегрегация была введена и в высшее образование: все существовавшие и авторитетные университеты достались белым. Для представителей других расовых групп создавались свои высшие учебные заведения, а для темнокожих — даже для каждой этнической группы. Однако количества мест для чернокожих студентов было крайне недостаточно. Так, в 1975 году в ЮАР насчитывалось 170 тыс. студентов. Из них 9 тыс. были темнокожие, 6 тыс. индийцы, 4 тыс. цветные, а остальные — белые.
Сегрегация проводилась в автобусах и на железной дороге: автобусы останавливались на разных остановках, а в поездах темнокожим был отведён только третий класс.
Сегрегация распространялась также на пешеходные мосты, кинотеатры под открытым небом, кладбища, парки, пешеходные переходы, общественные туалеты и такси.
С 1948 года были запрещены сексуальные контакты и тем более браки между людьми разных рас. Если белый был за рулём, он не мог усадить на переднее пассажирское сиденье темнокожего другого пола.
Темнокожие не могли нанимать белых на работу. Чернокожие полицейские не имели права арестовывать белых людей.
В театры и кинотеатры «белых районов» (то есть всех значительных городов) не разрешалось допускать темнокожих, в то время как в «черных» районах почти не было ни театров, ни кино, ни ресторанов. Без разрешения властей (необходимого, например, для обслуживания дипломатов других африканских стран) большинство гостиниц и ресторанов в белых районах могли впускать темнокожих только в качестве прислуги.
Вначале темнокожим запрещалось покупать крепкий алкоголь, хотя позже это требование было смягчено.
Темнокожим не дозволялось присутствовать в «белых» церквях в соответствии с поправками 1957 года к Закону о туземцах и церквях. Однако этот запрет никогда не проводился достаточно жёстко, и в церквях темнокожие с белыми могли встречаться на равных на сравнительно законных основаниях.
Хотя профсоюзы для чёрных и цветных работников существовали с начала XX века, лишь после реформ 1980-х годов членство темнокожих в профсоюзах стало законным.
Апартеид проник не только в закон ЮАР, но и в её культуру: эта идеология активно внедрялась многими СМИ. Отсутствие возможности ежедневного общения также отдаляло расы друг от друга.

### Система бантустанов

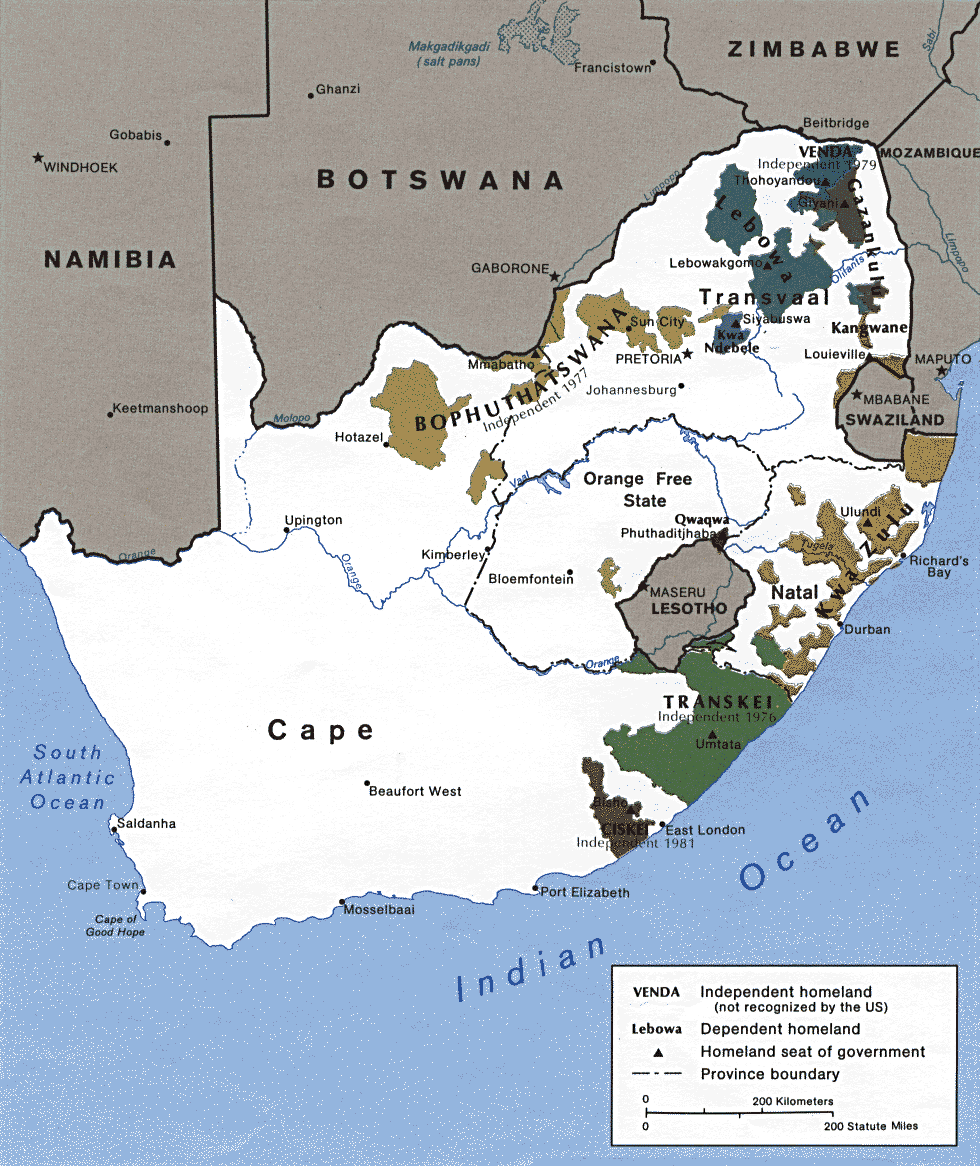

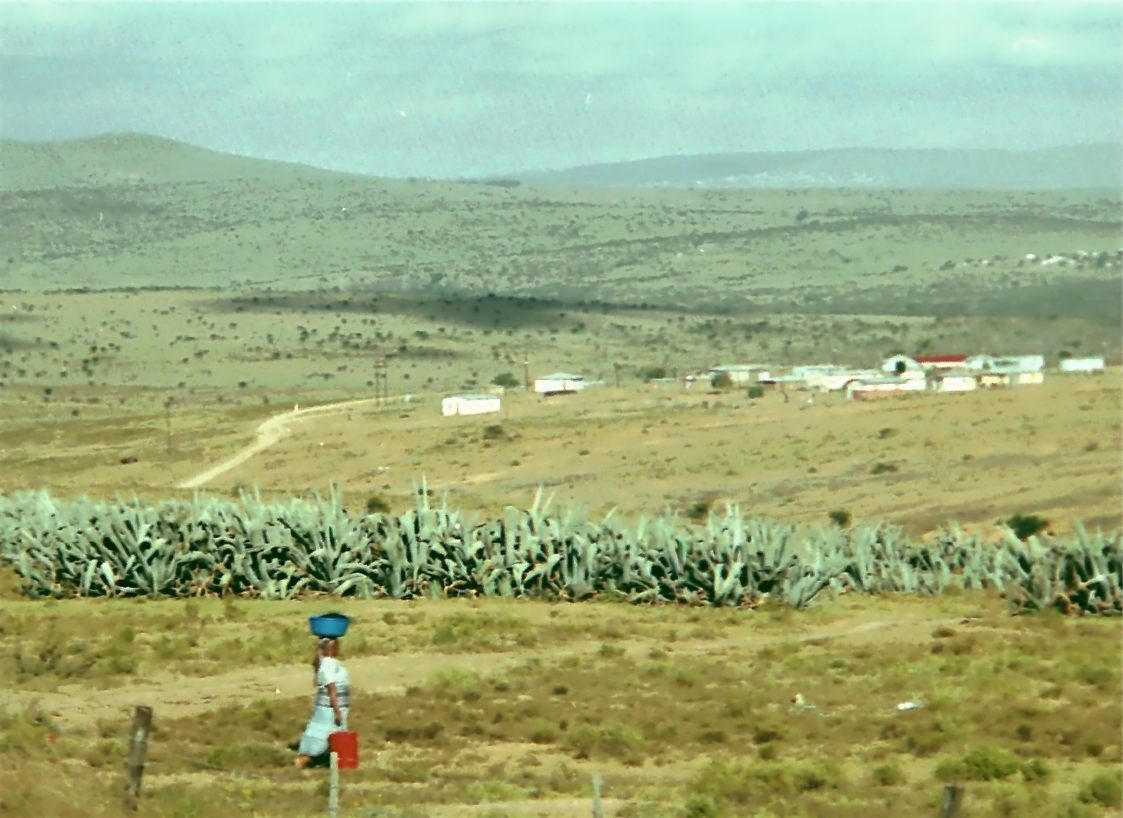
Сельская местность в бантустане Сискей

Сторонники апартеида предполагали, что после полного введения этой системы темнокожие должны были прекратить быть гражданами Южно-Африканской Республики; вместо этого они должны были стать гражданами независимых псевдогосударств-резерваций (англ. homelands). Таким образом, жители бантустанов, работающие в ЮАР, становились трудовыми иммигрантами, обладающими временными разрешениями на работу.
Правительство ЮАР попыталось разделить страну на несколько государств. Примерно 87 % земли (из них примерно 40 % занимает пустынное плато Вельд) было отведено белым, цветным и индийцам. Оставшиеся 13 % были поделены между десятью «резервациями» для темнокожих (составлявших около 80 % населения). Некоторым из бантустанов была предоставлена «независимость», не признанная, однако, ни одной третьей страной. Если человек принадлежал бантустану, получившему независимость, он терял гражданство ЮАР и вместо пропуска получал паспорт своей резервации. Принадлежавшие прочим, «автономным» бантустанам также теряли часть прав, связанных с гражданством ЮАР (например, если человек хотел вовсе покинуть страну, он получал не паспорт, а «путевые документы»). Правительство пыталось провести параллель между своими проблемами с чернокожими рабочими и трудностями, которые другие страны испытывали в связи с нелегальной миграцией.
Большинство темнокожих лишались гражданства ЮАР после того, как их бантустаны провозглашались «независимыми». Таким образом, они не могли получить паспорт ЮАР, дающий право выезда за границу; впрочем, и без того получить этот паспорт было сложно.

### Насильственное выселение
В 1960-е, 1970-е и в начале 1980-х годов правительство проводило политику «переселения», пытаясь заставить людей отправиться в районы, предназначенные для проживания соответствующих групп. По некоторым данным, число переселённых в это время достигало трёх с половиной миллионов человек. Выселению могли подвергаться следующие группы:
- Наёмные рабочие на фермах, принадлежащих белым.
- Жители так называемых «чёрных пятен» — участков земли, принадлежащих темнокожим и окружённых «белыми» фермами.
- Семьи рабочих, живущих в пригородах вблизи бантустанов.
- «Избыточные люди» в городах, включая тысячи людей в нынешней Западно-Капской провинции: местность была объявлена «областью предпочтения цветного труда», и темнокожих переселяли в бантустаны Сискей и Транскей.

Наиболее известные переселения 1950-х годов произошли в Йоханнесбурге, где 60 000 людей переселили в новый пригород Соуэто (англ. Soweto, сокращение от South Western Townships).
До 1955 года Софиятаун был одним из немногих городских районов, где темнокожим позволялось владеть землёй; постепенно он развивался в по-настоящему многорасовое поселение. По мере роста Йоханнесбурга Софиятаун стал местом жительства для всё большего числа чернокожих рабочих, поскольку он был удобно расположен вблизи промышленного центра. Однако несмотря на протесты АНК 9 февраля 1955 началось расселение Софиятауна: ранним утром полиция вошла в район, выгнала жителей на улицу и погрузила их вещи на специально предоставленные грузовики. Жителей отвезли на приобретённый правительством за два года до того участок земли примерно в 20 км к юго-западу от центра Йоханнесбурга, известный как Медоулендс. Софиятаун был снесён, а на его месте был устроен пригород для белых под названием Triomf («Триумф»). В следующие несколько лет похожие события произошли также в Дурбане (Кейто-Манор, или Мкхумбане) и Кейптауне (55 000 цветных и индийцев Шестого округа были переселены в новые пригороды). Кроме темнокожего населения, от Закона о групповых областях пострадали 600 000 цветных, индийцев и китайцев, а также 40 000 белых.

### «Цветные»
Всё население было по закону разделено на четыре группы: темнокожие, белые, азиаты (главным образом индийцы) и «цветные». В последнюю группу входили люди смешанного происхождения, чьими предками были и представители койсанских народов, и народов банту, и европейских иммигрантов (а также малайцы, особенно в западной части Капской провинции); к «цветным» относились и некоторые «чистокровные» койсаны. Южноафриканскими властями были разработаны сложные правила для определения того, кто относился к «цветным». Принятие решения возлагалось на мелких чиновников. Иногда члены одной семьи могли попадать в разные группы. После дальнейшего расследования все цветные «каталогизировались» по более мелким подгруппам. В нынешней ЮАР термин «цветные» многим не нравится, хотя он и не имеет юридической окраски, как раньше. В последние годы стали широко использоваться наименования «так называемые цветные» (африк. sogenaame Kleurlinge) и «коричневые» (африк. Bruinmense).
В рамках апартеида цветные также подвергались дискриминации: их переселяли в специальные пригороды, иногда заставляя для этого покинуть дома, принадлежавшие их семьям очень долгое время. Качество образования, предоставлявшегося цветным, было куда хуже, чем качество образования для белых (хотя и лучше, чем для темнокожих). Многие цветные сыграли важную роль в борьбе с апартеидом: например, основанная в 1902 году Африканская политическая организация принимала в свои ряды только цветных.
В течение почти всего времени «официального» апартеида — примерно с 1950 по 1983 год — цветные были, как и темнокожие, фактически лишены права голоса. В 1983 году в конституцию были внесены поправки, согласно которым цветные и азиаты получили право участвовать в выборах в трёхпалатный парламент. Эти поправки не получили широкой поддержки. Предполагалось, что «цветное» меньшинство получило бы право голоса, а представители темнокожего большинства станут гражданами «независимых» бантустанов. Такая ситуация сохранялась до отмены апартеида.

### Другие меньшинства
Сложную проблему для правительства эпохи апартеида представляли южноафриканцы восточноазиатского происхождения: число их было совсем невелико, но их нельзя было с очевидностью относить ни к одной из четырёх установленных законом групп. Южноафриканцы китайского происхождения, чьи предки приехали на рудники Витватерсранда ещё в XIX веке, обычно классифицировались как «индийцы», то есть «небелые», а иммигранты из Тайваня, Южной Кореи и Японии, с которыми ЮАР поддерживала дипломатические отношения, получали статус «почётных белых», то есть получали те же права, что и белые. Иногда этот статус получали и представители других небелых меньшинств (даже темнокожие), если правительство полагало, что данный человек был «цивилизованным», вполне восприняв западные ценности. Часто это правило применялось к афроамериканцам.

## Борьба против апартеида

### Белые противники апартеида
Апартеид был поддержан далеко не всеми слоями белого населения. Руководствами и преподавательскими составами университетов, где состав студентов с самого начала был многорасовым, политика апартеида критиковалась и часто саботировалась, несмотря на усилия правительства по внедрению сегрегации, в частности, создание отдельных «чёрных» университетов.
Активно противодействовали апартеиду организации ветеранов Второй мировой войны, особенно ввиду того, что проводящая апартеид Национальная партия в военный период симпатизировала нацизму и его сторонникам и выступала против поддержки Антигитлеровской коалиции и её союзников. Бывший военный лётчик-ас Адольф Малан проводил в 1950-е гг. крупные манифестации, число участников которых достигало нескольких десятков тысяч.
В Южноафриканской коммунистической партии, боровшейся против апартеида, было также много белых (в силу исторических причин, главным образом евреев). Среди её видных белых деятелей были Джо Слово, Рут Фёрст, Абрахам (Брам) Фишер, Ронни Касрилс.

### Сопротивление чёрного населения
Приход к власти Национальной партии в 1948 году и провозглашение апартеида официальной политикой нового правительства и усиление репрессий относительно небелого населения заставило активизировать свою деятельность Африканский национальный конгресс (АНК), придерживавшийся до того достаточно умеренной тактики. К руководству в организации стали приходить более радикальные лидеры, вышедшие из Молодёжной лиги АНК. В 1949 году АНК впервые выступил с программой, открыто предусматривавшей протесты в форме забастовок, протестных шествий и акций гражданского неповиновения. Это продолжалось в течение 1950-х годов и иногда приводило к беспорядкам. В йоханнесбургском Софитауне активное сопротивление силовым структурам апартеида, вплоть до вооружённых нападений, оказывали гангстерские группировки чернокожей молодёжи, прежде всего Vultures Дона Маттеры.
25 — 26 июня 1955 года несколько организаций, включая Индийский конгресс и АНК, собрались на «Конгресс народа» в Клиптауне возле Йоханнесбурга и приняли Хартию свободы, где выдвигалась идея Южно-Африканского Союза (ЮАС) как демократического государства, не знающего расовой дискриминации. Хартия также предусматривала проведение национализации «минеральных богатств, скрытых под землёй», а также всех банков и промышленных предприятий, «принадлежавших монополиям». После принятия Хартии противники апартеида (вождь Лутули, Нельсон Мандела, Уолтер Сисулу, Мозес Котане, Оливер Тамбо, Расти Бернштейн, Джо Слово и другие) были арестованы по обвинению в государственной измене, но 29 марта 1961 года суд их оправдал.
В 1950-х гг. независимые журналисты, среди которых был погибший при загадочных обстоятельствах Генри Нксумало, стали публиковать статьи о бесчеловечных условиях труда на картофельных плантациях в Натале. В 1959 г. начался Картофельный бойкот в ЮАР, окончившийся победой участников протеста.
21 марта 1960 г. полиция в посёлке Шарпевиль открыла огонь по безоружным чернокожим демонстрантам, убив 69 человек, что вызвало возмущение во всём мире. После этого лидеры движения против апартеида решили перейти к насильственным методам борьбы, создав боевую организацию «Умконто ве сизве» («Копьё нации»). В этом же году ЮАС вышел из британского Содружества и объявил себя Республикой (ЮАР).
Напряжённая обстановка в стране вызвала в июне 1976 восстание темнокожих в Соуэто — пригороде Йоханнесбурга, распространившееся затем на другие города. Было введено чрезвычайное положение, но волнения продолжались почти целый год.
После событий в Соуэто страны Запада ввели санкции против ЮАР. В 1977 году возмущение в мире вызвала гибель в тюрьме правозащитника Стива Бико. Эти события, а также военное поражение в Анголе и коррупционный скандал в Министерстве информации («афера Эшеля Руди»), подорвали позиции правительства. Наиболее жёсткие проводники апартеида — премьер-министр Балтазар Форстер, министр юстиции, полиции и тюрем Джимми Крюгер, директор Бюро государственной безопасности Хендрик ван ден Берг — в 1978—1979 были вынуждены уйти в отставку.
Новое правительство Питера Боты приступило к осторожным реформам — была отменена сегрегация на транспорте, в спорте, была легализована деятельность африканских профсоюзов. Была принята новая конституция, сделавшая ЮАР президентской республикой и предусматривавшая трёхпалатный парламент — для белых, цветных и индийцев (при том, что темнокожие составляли большинство населения, они право голоса не получили). Естественно, что темнокожие были недовольны новой конституцией и начали против неё демонстрации, поддержанные забастовками.
В марте 1985 года полиция вновь расстреляла мирную демонстрацию. Это вызвало всеобщую забастовку, переросшую в новое восстание темнокожие, охватившее почти все города ЮАР. Несмотря на аресты около 25 тыс. человек, правительству не удавалось справиться с волнениями до конца 1986 года.

### ООНиМеждународный уголовный суд
В 1973 году Генеральная ассамблея ООН приняла Международную конвенцию о пресечении преступления апартеида и наказании за него.
Непосредственной целью конвенции было создание юридических оснований для того, чтобы страны-члены ООН могли применять санкции к правительству ЮАР, пытаясь тем самым добиться изменения его политики. Однако формулировки конвенции имеют более широкую применимость: тем самым любому государству запрещается принимать сходные меры. Конвенция вступила в силу в 1976 году.
Римский статут определяет апартеид как одно из 11 преступлений против человечности. Граждане большинства государств (включая ЮАР) могут предстать перед Международным уголовным судом за совершение этого преступления или способствование ему.

### Религии против апартеида
В 1968 году был учреждён Южноафриканский совет церквей, который сыграл важную роль в борьбе с апартеидом и преодолении его последствий и впоследствии стал членом Содружества христианских советов Южной Африки.
С 1979 года работала Программа по борьбе с расизмом Всемирного совета церквей для поддержки борьбы с расовым неравенством в Южной Африке.

### Деятели искусств
В 1960-е годы Ринго Старр, будучи участником рок-группы The Beatles, в одном из интервью заявил, что квартет никогда не будет выступать в ЮАР, из-за господствующей там расовой дискриминации.
В 1977 году в альбоме поп-группы Supermax «Don’t Stop the Music» была издана песня Иоханна Курта Хауэнштайна «Watch Out South Africa», отразившая отношение музыканта к апартеиду и шовинизму.
В 1988 году рок-вокалист Иэн Гиллан выпустил сингл с песней «South Africa».

### Спортивные соревнования
В течение многих лет спортсмены ЮАР не допускались на международные спортивные соревнования, прежде всего по олимпийским видам спорта. Широко известен бойкот Олимпийских игр, организованный африканскими странами в 1976 году. Этот бойкот был формой протеста против проведения товарищеского матча по регби между ЮАР и Новой Зеландией. Дисквалификации подвергались и спортсмены, поддерживающие контакты с ЮАР.

## Конец эпохи апартеида (1989—1994 годы)
К началу 1990-х годов в сознании правящей элиты ЮАР стали происходить перемены. Причиной этого стало общее резкое изменение политической ситуации в мире на рубеже 1980-90-х годов. В условиях «Нового мирового порядка», объявленного президентом США Джорджем Бушем (старшим) и предусматривающего построение демократии во всем мире, искоренение расово сегрегированного строя в южноафриканском государстве становилось одним из приоритетов США и стран ЕС. Обеспокоенные возможностью реальных экономических и политических санкций со стороны Запада, экономические круги ЮАР усилили натиск на правительство, говоря о необходимости «решительной перемены курса».
На открытии сессии парламента в феврале 1990 года ставший летом 1989 г. президентом ЮАР Фредерик де Клерк объявил о снятии запрета на деятельность АНК, Панафриканского конгресса и о полном освобождении Нельсона Манделы.
Сам Нельсон Мандела был вызволен из заключения в феврале 1990 года. В застенках он пробыл 27 лет, весной того же года он избран вице-президентом ЮАР. Все законы о расовой сегрегации были отменены с 1991 года. На выборах в парламент партия Манделы получила 63 % мандатов, спустя 3 года Мандела стал Президентом ЮАР.
2 мая 1990 года состоялась встреча лидеров АНК с правительством ЮАР, на которой было достигнуто соглашение о проведении амнистии и последующей реабилитации политзаключённых. Узники совести выпускались из тюрем, диссиденты могли свободно вернуться в ЮАР из-за рубежа. Им гарантировался дальнейший иммунитет от судебных преследований за политические убеждения. К 30 апреля 1991 года было освобождено 933 «борца против апартеида», однако 364 террориста остались в заключении из-за серьёзности совершённых ими преступлений. Всего в ЮАР вернулось около 6000 политических эмигрантов (отказано было лишь 100 экстремистам).
В том же году рядом белых леволиберальных политиков была предложена новая государственная модель, согласно которой каждая расовая группа должна иметь равный вес в законодательном органе, с тем, чтобы ни одна из них не могла господствовать. Однако Н. Мандела решительно отверг это предложение. В своём выступлении на митинге чернокожих радикалов в Кейптауне он заявил: «Факторы, которые сделали необходимой вооружённую борьбу, все ещё существуют сегодня, у нас нет другого выхода, кроме как продолжать борьбу».
Неопределённость политической обстановки постоянно подталкивала де Клерка к новым решительным шагам. На очередной встрече с Манделой он подписал протокол, предусматривавший, что проект новой Конституции будет разработан выборным конституционным собранием и что по итогам выборов должно быть сформировано многорасовое переходное правительство. Аналогичные предложения выдвинул многопартийный форум, названный Конвентом за демократическую Южную Африку (КОДЕСА).
Движение «Инката», которое теперь стало называться Партией свободы Инката (ПСИ), выступило против этого соглашения, и в декабре 1992 года вождь Мангосуту Бутелези опубликовал проект Конституции будущего государства в составе этнического бантустана Квазулу и провинции Натал. Другие лидеры бывших бантустанов (на тот момент де-факто независимых государств): Бопутатстваны и Сискея также отказались принимать участие в создании многорасового унитарного государства.
Начались массовые вооружённые столкновения сторонников АНК и ПСИ.
В то же время активизировали боевые действия и члены Панафриканского конгресса. Они периодически нападали на полицейских и белых фермеров. На митинге 27 марта 1993 года глава ПАК Кларенс Маквету в открытую взял ответственность на свою организацию за убитых незадолго до этого белую женщину и двух её детей, и провозгласил: «Один фермер — одна пуля! Мы собираемся убивать всех белых — и детей, и стариков. Это будет год террора!»
Белое население между тем активно вооружалось. В 1990—1992 годах в день выдавалось более 500 лицензий на ношение огнестрельного оружия. Был создан Африканерский народный блок (АНФ), в который вошли более 20 организаций белых. Председателем его совета стал Ф. Харценберг, а директорат возглавил герой войны в Анголе, бывший командующий Силами обороны Южной Африки генерал Констанд Фильюн (Constand Viljoen). Главными целями АНФ было создание Бурской народной армии (из числа резервистов) и достижение самоопределения для африканеров.
Страна оказалась на пороге полномасштабной гражданской войны.
25 июля 1993 года произошёл теракт, имевший серьёзные международные последствия. Четверо темнокожих ворвались во время богослужения в Церковь Святого Иакова в Кейптауне. Применив ручные гранаты и автоматы, нападавшие убили 12 и ранили 47 человек. В числе погибших оказались двое рыбаков с украинского траулера «Апогей», трое были тяжело ранены.
В сложившейся ситуации, учитывая сильное международное давление, Фредерику де Клерку фактически не оставалось ничего другого, как согласиться на проведение всеобщих демократических выборов.
Выборы состоялись 26-29 апреля 1994 года. Победил АНК, получив поддержку большинства избирателей — 63 %, Национальная партия набрала 21 % голосов.
9 мая 1994 года Национальная ассамблея избрала президентом ЮАР Нельсона Манделу.
Продолжавшийся почти 45 лет период апартеида в ЮАР завершился.

## После апартеида

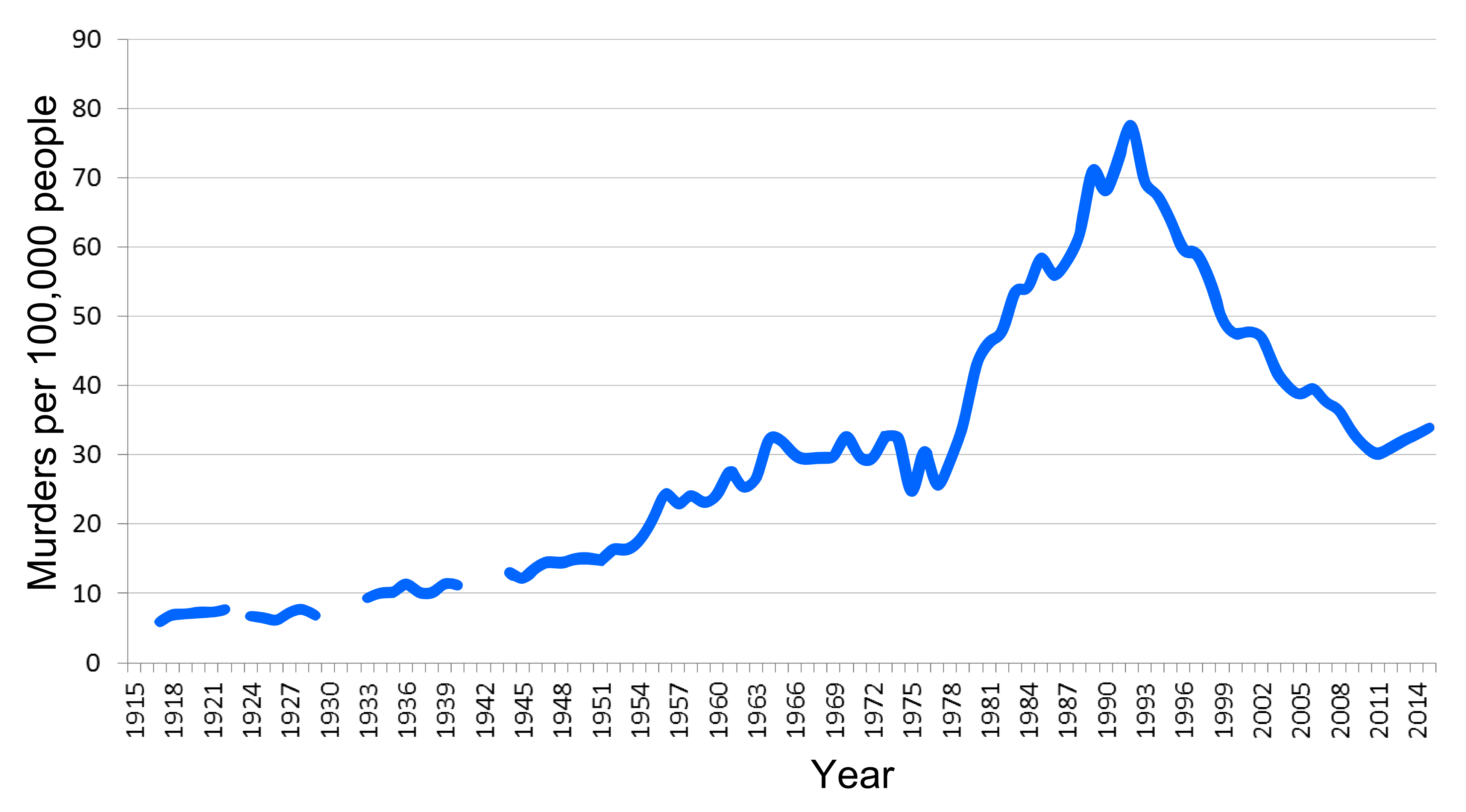
Число убийств на 100 тысяч жителей ЮАР достигло своего пика в 1993—1994 годах

После отмены апартеида темнокожее население получило реальный доступ к образованию, к государственным должностям и к занятию бизнесом. Были отменены международные санкции против ЮАР, что вызвало приток иностранных инвестиций. Основой конкурентоспособности ЮАР является уникальное сочетание высокопрофессионального менеджмента, представленного в основном «белыми», и дешёвой рабочей силы, представленной темнокожими африканцами. Тем не менее, ещё в 2000—2007 годах уровень безработицы в ЮАР составлял 25-30 %.
С 1994 года число убийств в ЮАР стабильно снижалось, уменьшившись с 66,9 убийств на 100 тысяч населения до 31,9 к 2011 году.
Падение режима белого меньшинства в ЮАР не привело, в отличие от Родезии, к полной экономической и социальной катастрофе, тем не менее страна пережила экономический спад и резкий рост преступности и антисанитарии. В качестве примера можно привести Йоханнесбург: центральный деловой район города был фактически заброшен, многочисленные небоскрёбы были населены бездомными, бандитами и наркоманами. Район Хилброу, застроенный престижными жилыми высотками, превратился в подобие Могадишо или Хараре. Частично эта ситуация сохраняется до настоящего времени, хотя властями и предпринимаются значительные меры по оздоровлению обстановки. Фокус экономической активности города сместился на север, в населённый белыми район Сэндтон.
В настоящее время белокожие люди периодически становятся объектами для нападения и агрессии со стороны чернокожего большинства, а также сегодня остро стоит вопрос экспроприации земли в пользу чернокожего населения.